# 펠레 노 테일
펠레 노 테일(Pelle Svanslos, PELLE NO-TAIL)은 스웨덴에서 제작된 얀 그리스버그 감독의 1981년 애니메이션, 코미디, 드라마 영화이다.

## 출연
- 에바 프뢸링